# Wojciech Barzykowski
Wojciech Barzykowski herbu Jasieńczyk – miecznik łomżyński w 1718 roku.